# Autostrada A27 (Francja)
Autostrada A27 (fr. Autoroute A27) – autostrada we Francji w ciągu tras europejskich E17 oraz E42.

## Informacje ogólne
Autostrada A27 zapewnia połączenie aglomeracji Lille z południową Belgią oraz jej stolicą Brukselą. Stanowi również część połączenia północnego wybrzeża Francji z zachodnimi Niemcami, a także pełni funkcję „dużej obwodnicy” Lille dla podróżujących z Paryża do zachodniej Belgii oraz Holandii. Na całej długości autostrady istnieją dwa pasy ruchu w każdą stronę. Całkowita długość autostrady wynosi 13 km, cały ten odcinek jest bezpłatny.

## Przebieg trasy
A27 odgałęzia się od A1 w okolicy miejscowości Ronchin i biegnie południowym skrajem aglomeracji Lille. Na południe od Villeneuve-d’Ascq w olbrzymim węźle 4 Cantons od autostrady oddziela się najpierw droga krajowa N227, pełniąca funkcję „małej obwodnicy” Lille, a chwilę później autostrada A23 w kierunku Valenciennes, następnie przecina rozgałęzienie linii kolejowych TGV Paryż - Londyn - Bruksela i w okolicy miasta Baisieux przecina granicę francusko-belgijską, biegnąc jako A8 zwana też „Autoroute de Wallonie”, w kierunku Liège.